# 13258 Bej
A 13258 Bej (ideiglenes jelöléssel 1998 QT12) a Naprendszer kisbolygóövében található aszteroida. A LINEAR projekt keretében fedezték fel 1998. augusztus 17-én.